# Трагедия любви
«Трагедия любви» (нем. Tragödie der Liebe) — немой фильм режиссёра Джоэ Мая.

## Сюжет
Молодого француза (Эмиль Яннингс) арестовали после того, как он сбросил с крыши женщину. Теперь он должен выступить на суде и, скорее всего, он не будет оправдан.

## Интересные факты
- Во время съемок фильма «Трагедия любви» молодая и малоизвестная в то время актриса Марлен Дитрих познакомилась с молодым ассистентом постановщика Рудольфом Зибером. Вскоре молодые люди поженились.